# Electric Questioner

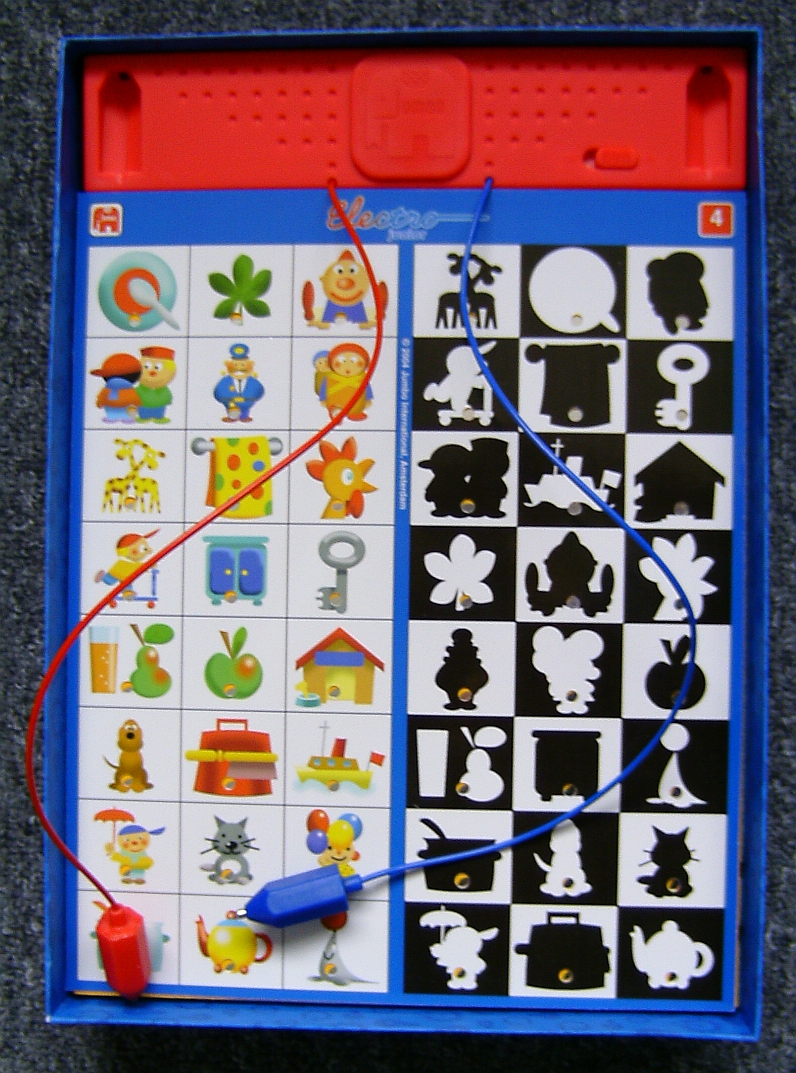
Electro Junior, neuere, horizontale Version für jüngere Kinder

Der Electric Questioner ist ein klassisches elektrisches Lernspielzeug. Es wurde am 2. Mai 1928 von Louis Marx zum Patent angemeldet und ist eine Weiterentwicklung der im Jahre 1926 von Fred G. Yessler patentierten Educational Appliance, die jedoch noch keine Elektrik enthielt.
Das Quizspiel wird seitdem weltweit von verschiedenen Unternehmen vermarktet. Besonders verbreitet war es in den 1950er Jahren unter dem Namen Electra oder mit dem Zusatz „-Electric“.

## Beschreibung
Das Spiel besteht in der Regel aus einem rechteckigen Kasten im Querformat, worauf sich auf der Oberfläche mehrere Reihen kleiner, runder Metallkontakte befinden. Oben in der Mitte ist eine kleine Glühlampe angebracht. Links und rechts davon kommen zwei dünne isolierte Stromlitze  heraus, an deren Ende sich ebenfalls Kontakte befinden. Anfangs wurde eine 4,5 V Flachbatterie zur Stromversorgung verwendet.
Durch Auflegen eines von mehreren verschiedenen bedruckten Papierbögen, in denen sich Löcher für die darunterliegenden Kontakte des Kastens befinden, teilt sich das Spielfeld in eine linke Hälfte für Fragen, und eine rechte Hälfte für die Antworten auf.
In quadratischen Feldern befinden sich auf beiden Seiten jeweils Bilder, Aufgaben, Symbole oder Texte.
Für jüngere Kinder werden meist auf beiden Seiten Bilder verwendet und die Aufteilung besteht nicht immer aus symmetrischen Feldern.
Die ursprüngliche Erfindung war im Design eines Gesichts und zweier Handflächen gestaltet.

## Spielablauf
Der Spieler sucht sich nun eine Frage aus und hält den Kontakt des linken Kabels an den entsprechenden Kontakt, das sich in diesem Quadrat befindet. Nun muss er die Antwort oder das zugehörige Bild auf der rechten Seite finden und das rechte Kabel entsprechend anlegen. Bei richtiger Antwort leuchtet die Lampe zur Kontrolle auf. Die Antworten befinden sich an anderer Position als die Fragen. Die Kontakte sind unter dem Spielfeld festverdrahtet und können nicht verändert werden.
Je nach Alter gibt es viele verschiedene Bögen zu unterschiedlichen Themen. Teilweise liegen dem Spiel auch Blankobögen bei.
Bei längerer Spieldauer ist es möglich, dass das Kind manche Positionen auswendig gelernt hat und somit der eigentliche Lernerfolg ausbleibt.
Sind die Fragen zu schwierig und wird mehrmals die falsche Antwort gegeben, führt dies oft dazu, dass sämtliche Antworten der Reihe nach ausprobiert werden.

## Ausgaben
Neben den verschiedenen Ausgaben für unterschiedliches Alter gibt es auch kleinere Reiseausführungen oder Ausgaben mit Musik statt Lichtsignal. Die Bögen sind meist beidseitig bedruckt. Ein beliebtes Thema sind Tierfragen.

## Hersteller
(Auswahl)
- Knapp Electric Corporation, (spätere Unternehmen: Jacmar und Remco), Spieltitel „Electric Questioner“
- A. Sala Verlag, Berlin/Rotsiegelspiel „Electra“ etwa 1920er Jahre
- Educational Games Ltd, London, „Electro-Tutor“ 1927
- Marlin Toy Products Inc. (Horicon, WI), „Marlin Electric Quiz-Kit“ etwa 1950er Jahre
- VEM (DDR)  „Per Draht gefragt“ ca. 1958
- Gordon, „Electric-Blitz“, teils mit Morsefunktion, etwa 1960
- noris-Spiele, Fürth, aktuelle -Electric-Serie, Untertitel „Es blinkt, wenn’s stimmt!“